# Čtyřkoly
Čtyřkoly – gmina w Czechach, w powiecie Benešov, w kraju środkowoczeskim. Według danych Czeskiego Urzędu Statystycznego z dnia 1 stycznia 2023 liczyła 762 mieszkańców.
W miejscowości jest przystanek kolejowy Čtyřkoly.